# العلاقات البريطانية اللاتفية
العلاقات البريطانية اللاتفية هي العلاقات الثنائية التي تجمع بين المملكة المتحدة ولاتفيا.

## مقارنة بين البلدين
هذه مقارنة عامة ومرجعية للدولتين:
| وجه المقارنة                                              | المملكة المتحدة                 | لاتفيا                                             |
| --------------------------------------------------------- | ------------------------------- | -------------------------------------------------- |
| المساحة (كم2)                                             | 242.50 ألف                      | 64.59 ألف                                          |
| عدد السكان (نسمة)                                         | 66.02 مليون                     | 1.93 مليون                                         |
| الكثافة السكانية (ن./كم²)                                 | 272.25                          | 29.88                                              |
| العاصمة                                                   | لندن                            | ريغا                                               |
| اللغة الرسمية                                             | لغة إنجليزية، اللغة الويلزية    | اللغة اللاتفية                                     |
| العملة                                                    | جنيه إسترليني                   | يورو، لاتس لاتفي، الروبل اللاتفي ‏، الروبل اللاتفي ‏ |
| الناتج المحلي الإجمالي (بليون دولار)                      | 2.62 تريليون                    | 30.26 مليار                                        |
| الناتج المحلي الإجمالي (تعادل القوة الشرائية) بليون دولار | 2.72 تريليون                    | 49.24 مليار                                        |
| الناتج المحلي الإجمالي الاسمي للفرد دولار أمريكي          | 43.88 ألف                       | 14.06 ألف                                          |
| الناتج المحلي الإجمالي للفرد دولار أمريكي                 | 40.23 ألف                       | 23.55 ألف                                          |
| مؤشر التنمية البشرية                                      | 0.907                           | 0.819                                              |
| رمز المكالمات الدولي                                      | +44                             | +371                                               |
| رمز الإنترنت                                              | .uk، .gb                        | .lv                                                |
| المنطقة الزمنية                                           | توقيت غرينيتش، توقيت غرب أوروبا | ت ع م+02:00، ت ع م+03:00، أوروبا/ريغا ‏             |

## مدن متوأمة
في ما يلي قائمة باتفاقيات التوأمة بين مدن بريطانية ولاتفية:
- ترتبط Sherborne [الإنجليزية]‏ مع سيغولدا باتفاقية توأمة.
- ترتبط سلاو مع ريغا باتفاقية توأمة.

## منظمات دولية مشتركة
يشترك البلدان في عضوية مجموعة من المنظمات الدولية، منها:
| علم المنظمة | اسم المنظمة                               | تاريخ انضمام المملكة المتحدة | تاريخ انضمام لاتفيا |
| ----------- | ----------------------------------------- | ---------------------------- | ------------------- |
|             | منظمة الأمن والتعاون في أوروبا            | 25 يونيو 1973                | 10 سبتمبر 1991      |
|             | مجموعة أستراليا                           | 1985                         | 2004                |
|             | منظمة التعاون الاقتصادي والتنمية          | 2 مايو 1961                  | 16 يونيو 2016       |
|             | مركز تنسيق الحركة في أوروبا ‏              | ?                            | ?                   |
|             | اتفاقية السماوات المفتوحة                 | ?                            | ?                   |
|             | المنظمة الهيدروغرافية الدولية             | ?                            | ?                   |
|             | مجموعة الموردين النوويين                  | ?                            | ?                   |
|             | مؤسسة التنمية الدولية                     | 24 سبتمبر 1960               | 11 أغسطس 1992       |
|             | حلف شمال الأطلسي                          | 4 أبريل 1949                 | 29 مارس 2004        |
|             | يونسكو                                    | 4 نوفمبر 1946                | 9 يوليو 1951        |
|             | مؤسسة التمويل الدولية                     | 20 يوليو 1956                | 29 سبتمبر 1993      |
|             | منظمة الشرطة الجنائية الدولية             | ?                            | ?                   |
|             | الاتحاد الأوروبي                          | 1973                         | 1 مايو 2004         |
|             | منظمة التجارة العالمية                    | 1995                         | 1999                |
|             | الاتحاد الدولي للاتصالات                  | 24 فبراير 1871               | 11 ديسمبر 1921      |
|             | المركز الدولي لتسوية المنازعات الاستشارية | 18 يناير 1967                | 7 سبتمبر 1997       |
|             | منظمة حظر الأسلحة الكيميائية              | ?                            | ?                   |
|             | الأمم المتحدة                             | 24 أكتوبر 1945               | 17 سبتمبر 1991      |
|             | وكالة ضمان الاستثمار متعدد الأطراف        | 12 أبريل 1988                | 21 أغسطس 1998       |
|             | البنك الدولي للإنشاء والتعمير             | 27 ديسمبر 1945               | 11 أغسطس 1992       |
|             | الاتحاد البريدي العالمي                   | ?                            | ?                   |
|             | مجلس أوروبا                               | 5 مايو 1949                  | ?                   |
|             | المنظمة الأوروبية لسلامة الملاحة الجوية   | 1960                         | 2011                |
|             | الفريق المعني برصد الأرض                  | ?                            | ?                   |

## وصلات خارجية
- موقع وزارة الخارجية البريطانية
- موقع وزارة الخارجية اللاتفية